# Carnaval de Notting Hill

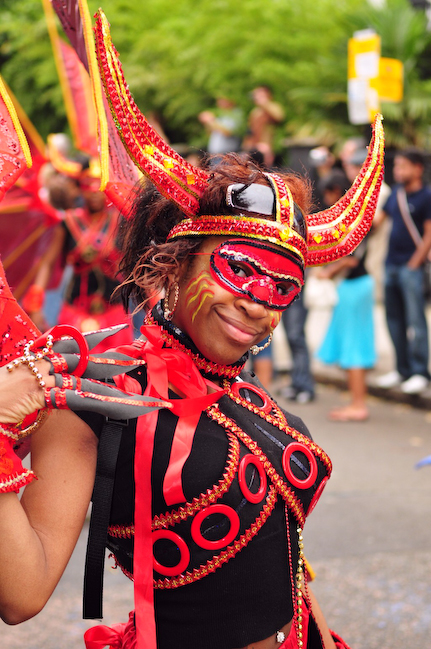
Persona disfrazada en el desfile callejero del carnaval de Notting Hill de 2008

El Carnaval de Notting Hill (en inglés: Notting Hill Carnival) es un evento anual que tiene lugar en Londres desde 1966 en las calles del barrio de Notting Hill, en el borough de Kensington y Chelsea, cada agosto durante dos días (el lunes festivo -bank holiday- de agosto y el domingo anterior). Dirigida por miembros de la comunidad afrocaribeña británica, atrae a cerca de un millón de personas al año, convirtiéndolo en uno de los festivales callejeros más grandes del mundo y en un acontecimiento significativo de la cultura Afrobritánica. En 2006, el público británico votó a favor de incluirlo en la lista de iconos de Inglaterra. A pesar de su nombre, no forma parte de la temporada mundial de carnaval que precede a la Cuaresma.